# Frederick A. Askew Skuse
Pour les articles homonymes, voir Skuse.
Frederick A. Askew Skuse est un entomologiste britannique, né vers 1863 et mort le 10 juin 1896.

## Biographie
Frederick Askew Skuse étudie au British Museum avant de venir en Australie à la demande de Sir Daniel Cooper. Il arrive en 1886 et est engagé par Sir William John Macleay (1820-1891) pour travailler sur les diptères d’Australie. Le 15 octobre 1890, il devient scientifique assistant au département d’entomologie de l’Australian Museum où il succède à Arthur Sidney Olliff (1865-1895), fonction qu’il occupe jusqu’à sa mort.

### Source
- Anthony Musgrave (1932). Bibliography of Australian Entomology, 1775-1930, with biographical notes on authors and collectors, Royal Zoological Society of New South Wales (Sydney) : viii + 380.
- (en-GB) The University of Melbourne eScholarship Research Centre, « Skuse, Frederick A. Askew - Biographical entry - Encyclopedia of Australian Science », sur www.eoas.info (consulté le 29 novembre 2018)